# Vunenasti žabnjak
Vunenasti žabnjak (žabnjak pahuljasti, lat. Ranunculus lanuginosus) zeljasta trajnica žutih cvjetova iz porodice žabnjakovki. Raširena po velikim dijelovima Europe, uključujući i Hrvatsku.

## Sinonimi
- Ranunculastrum lanuginosum (L.) Fourr.
- Ranunculus umbrosus Ten. & Guss.